# Île Galindez
Pour les articles homonymes, voir Galindez.
L'île Galindez est une île de la péninsule Antarctique de 0,8 km de long, située dans l'archipel Argentine, lui-même compris dans l'archipel Wilhelm.

## Histoire
Découverte par la première expédition française en Antarctique conduite par Jean-Baptiste Charcot à bord du trois-mâts goélette le Français qui s'est déroulée du 31 août 1903 au 4 mars 1905. J.B. Charcot  l'a nommée en l'honneur du commandant du voilier l'Uruguay, Ismael F. Galindez de la Marine argentine, qui a été envoyé  pour chercher Charcot, quand on a craint l'expédition perdue un peu plus tôt en 1905.
Entre 1961 en 1998, les pics glacés des montagnes de l'île ont perdu 3 mètres d'épaisseur (Kovalenok et al. 2004).

## Géographie

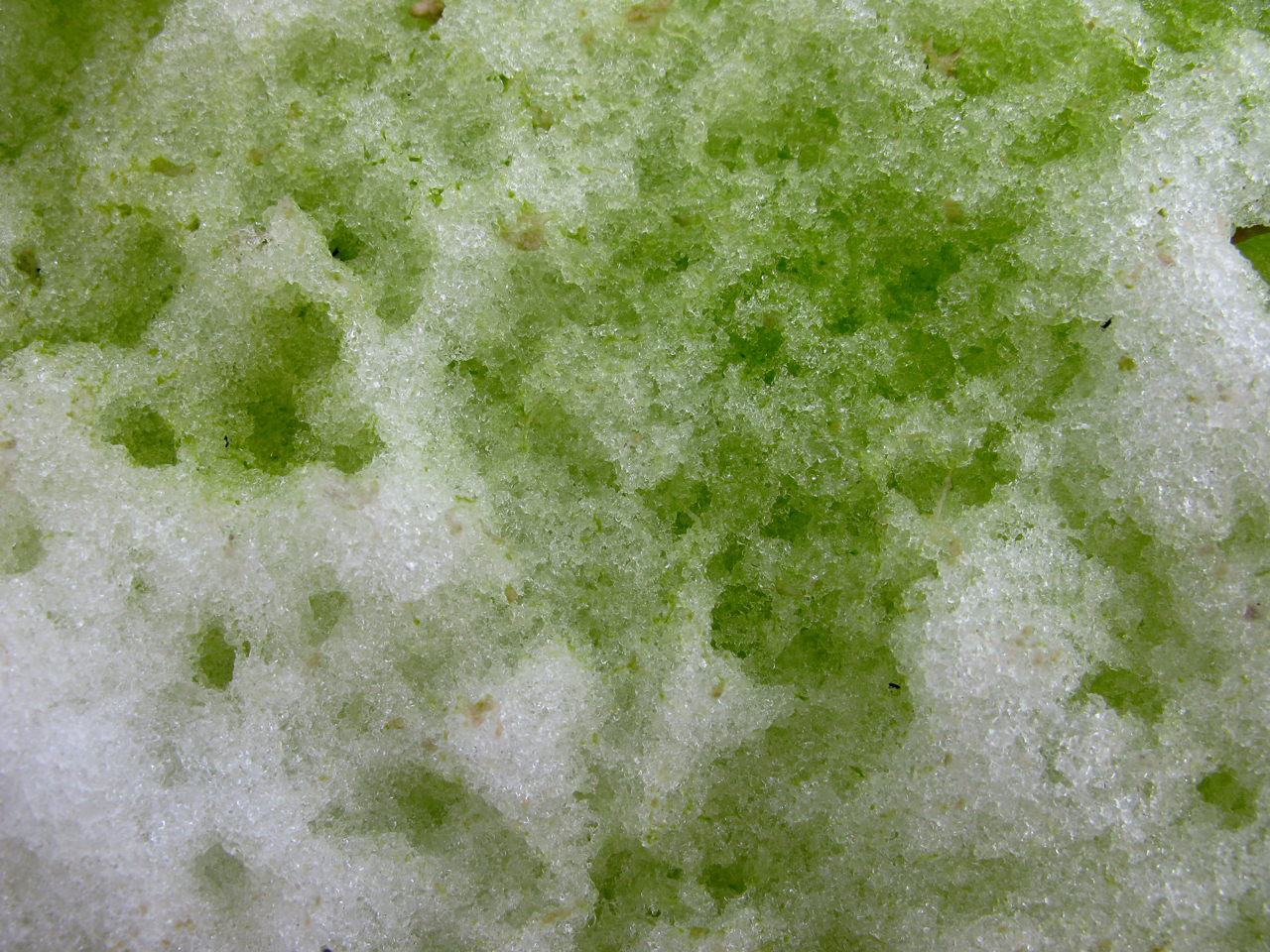
Algue des neiges (Chlamydomonas nivalis) sur l'île Galindez.

La base antarctique Vernadsky se situe à Marina Point de cette Île Galindez.
Des caves de glace se sont formés dans les sols de l'île.

## Installations
Une station de recherche scientifique, la station Akademik Vernadsky (Ukraine), se situe sur l’île Galindez.
Rattaché à la base ukrainienne, un petit bar, le Faraday bar, est tenu par les 12 Ukrainiens résidant à l'année sur l'île.

## Flore
Une expédition ukraininenne de février-mars 2004 a répertorié 64 espèces d'algues sur l'île, et 51 espèces d'algues dans ses eaux environnantes.